# Автошлях Т 0416
Автошля́х Т 0416 — автомобільний шлях територіального значення у Дніпропетровській області. Пролягає територією Павлоградського та Синельниківського районів через Павлоград — Синельникове. Загальна довжина — 25 км.

## Маршрут
Автошлях проходить через такі населені пункти:
| Автошлях Т 0416          |              |
| Дніпропетровська область |              |
| Павлоградський район     |              |
| Павлоград                | E50М30Т 0408 |
| Синельниківський район   |              |
| Зайцеве                  |              |
| Козачий Гай              | Т 0426       |
|                          | Р85          |
| Синельникове             | Т 0425       |